# China (Band)

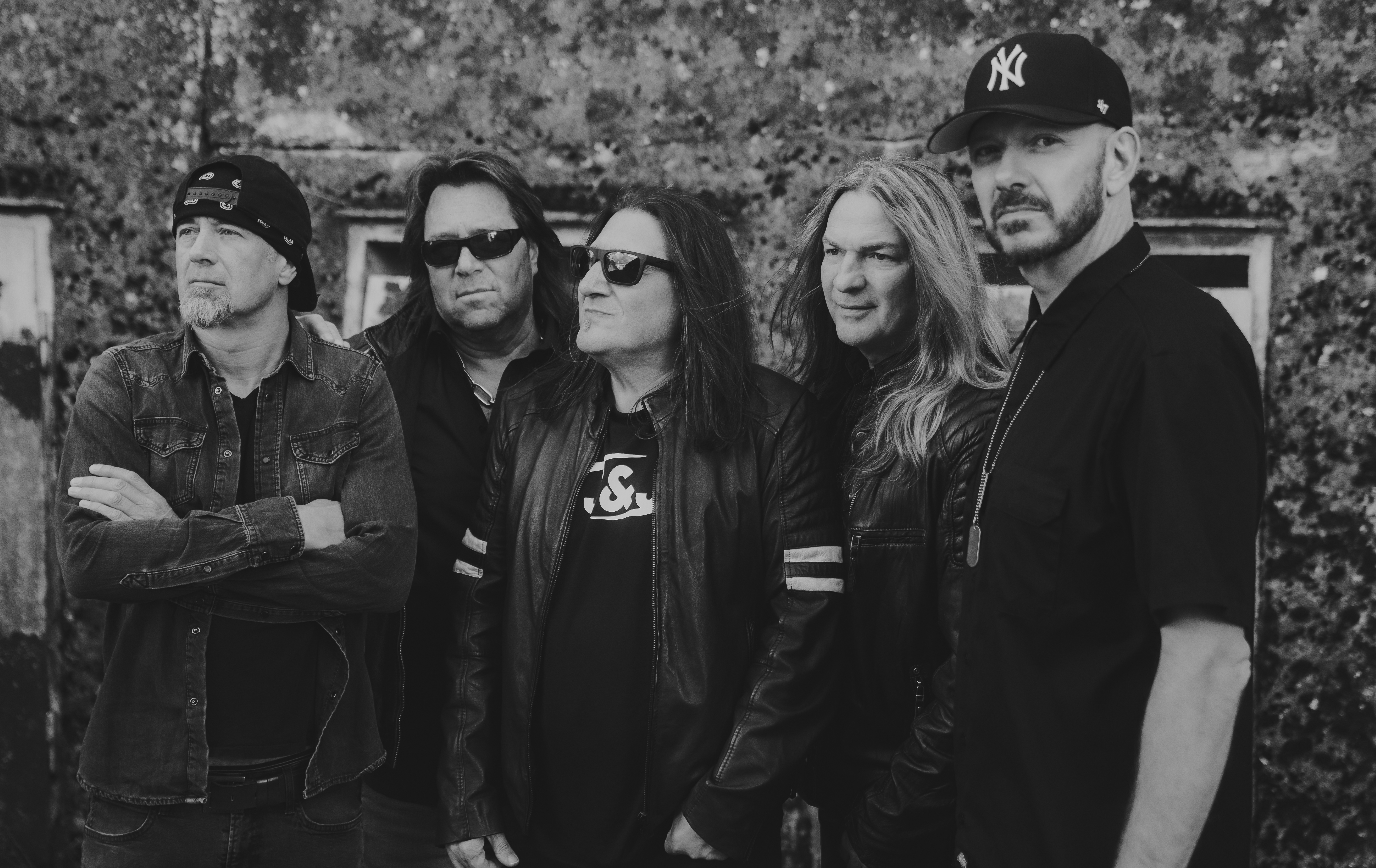

China ist eine Hard-Rock-Band aus Winterthur in der Schweiz. Sie feierte in den späten 1980er Jahren und Anfang der 1990er Jahre internationale Erfolge, Ihre Alben erreichten in der Schweiz jeweils die Top 10 sowie gute Platzierungen in den englischen, deutschen und japanischen Charts. China erlangten ebenfalls durch ihre wechselnden Sänger Bekanntheit. Auf jedem ihrer Alben ist ein anderer Sänger zu hören.

## Geschichte
China wurde 1985 von dem Schlagzeuger John Dommen gegründet, und die Bandmitglieder unterzeichneten 1988 einen Plattenvertrag bei Phonogram. Der Name rührt von Dommens fünfmonatigen Winteraufenthalten in China her. In der Besetzung mit Math Shiverow (Gesang), Claudio Matteo (Gitarre), Freddy Laurence (Gitarre), Marc Lynn (Bass) und John Dommen (Schlagzeug) nahmen sie das selbstbetitelte Debütalbum auf. Unterstützung erhielten sie bei den Aufnahmen von den beiden Krokus Musikern Marc Storace (Gesang) und Fernando von Arb (Gitarre). Storace sang einige Backingvocals ein, und Von Arb schrieb den Song Back to You für das Album.
Eine Tour als Vorgruppe von Victory folgte ebenso, wie eine weitere Konzertreise mit Bonfire. Shiverow und Lynn verliessen die Band nach der Tour. Marc Lynn stieg wenig später bei der Band Gotthard ein, die sich zu diesem Zeitpunkt noch Krak nannte. Neuer Sänger wurde der ehemalige Krokus-Gitarrist Patrick Mason und als neuer Bassist stiess Brian Kofmehl von Killer zur Band.
Das nächste Album Sign in the Sky fiel nicht zuletzt durch die Zusammenarbeit mit dem Produzenten Stephen Galfas deutlich ausgereifter aus als das Debüt. Die ausgekoppelte Single In the Middle of the Night erreichte Platz 11 der Schweizer Charts, das Album landete auf Platz zwei. Mason blieb allerdings nicht lange in der Band.
Bereits auf der Tour wurde er durch den Amerikaner Eric St.Michaels ersetzt, mit dem China das Livealbum China Live sowie das nächste Studioalbum Go All the Way aufnahm. St.Michaels zog 1992 wieder nach Amerika, weswegen China die folgenden Gigs mit drei verschiedenen Sängern absolvierte. Den Hauptteil übernahm der Krokus-Sänger Marc Storace. Ein vom Schweizer Radio DRS aufgezeichneter Auftritt Live uff dr Gass aus dem Jahr 1993 erschien sieben Jahre später unter dem Titel Alive 2000 auf CD.
1995 veröffentlichte China das Album Natural Groove, welches erneut mit einem neuen Sänger aufwartete. Douglas McCowan zeichnet hier für die Vocals verantwortlich und am Schlagzeug sass Giovanni Giorgi. Nach dem Album wurde die Band „auf Eis gelegt“. Im Jahr 2000 absolvierte sie eine China-Revisited-Tour bei der erneut drei Sänger am Start waren (Math Shiverow, Eric St.Michaels und Marc Storace).
Im Jahr 2003 kamen Gerüchte auf, dass Patrick Mason (Gesang), Claudio Matteo (Gitarre), Freddy Laurence (Gitarre), Brian Kofmehl (Bass) und John Dommen (Schlagzeug) an einem neuen Studioalbum arbeiteten. Im Mai 2004 stieg Freddy Laurence (aka Freddy Scherrer) als Ersatz für Mandy Meyer bei Gotthard ein.
2007 reformierten sich China erneut und standen erstmals am 2. Juni 2007 am „Spirit of Rock“ gemeinsam, mit dem neuen Schlagzeuger Billy La Pietra aus den USA, erneut auf der Bühne.
Nach erfolgreichen Konzerten in den Jahren 2008 und 2009 veröffentlichten China 2010 mit dem neuen Gitarristen Mack Schildknecht ein fünftes Studioalbum in 15 Jahren, Light Up the Dark. Es folgten im Sommer unter anderem vier Konzerte im Vorprogramm von Krokus.
Am 8. November 2013 erschien das neue Studioalbum We Are the Stars, welches von dem Alice-Cooper-Gitarristen Tommy Henriksen produziert wurde.
Im Jahr 2019 reformierten sich China mit fünf Original-Mitgliedern der Anfangsjahre.

## Diskografie

### Studioalben
- 1988: China
- 1989: Sign in the Sky
- 1991: Go All the Way
- 1995: Natural Groove
- 2010: Light Up the Dark
- 2013: We Are the Stars

### Livealben und Kompilationen
- 1991: China Live (Live)
- 1992: So Far (Best of)
- 2000: Alive 2000 (Live)
- 2008: The Very Best of China

### Singles und EPs
- 1988: Hot Lovin’ Night
- 1990: Sign in the Sky
- 1990: In the Middle of the Night
- 1991: Slow Dancing
- 1995: All I Do Is Wait
- 1995: Soul to Satisfy
- 2020: Whatever It takes (for Christmas)
- 2021: Love Someone
- 2023: Ran out of love